# Paradise Beach
Pour les articles homonymes, voir Paradise Beach (film).
Paradise Beach est un soap opera australien en 260 épisodes de 25 minutes, diffusé entre le 31 mai 1993 et le 8 juillet 1994 sur Nine Network.
En Belgique, le feuilleton a été diffusé dès juillet 1993 sur RTL-TVI, en Suisse dès juillet 1993 sur la TSR. En France, le feuilleton a été diffusé sur RTL TV puis RTL9, du mercredi 7 septembre 1994 au mardi 7 mars 1995 puis rediffusée du lundi 3 avril 1995 au vendredi 12 janvier 1996.

## Distribution
- Melissa Bell (en) : Emily Harris
- Manu Bennett : Kirk Barsby
- Zoe Bertram (en) : Paula Taylor
- Michael Caton : Ken Hayden
- Robert Coleby (en) : Tom Barsby
- Ingo Rademacher (VF : Mark Lesser) : Sean Hayden
- Megan Connolly (en) : Tori Hayden
- Deborah Coulls : Anna Ritchie
- Paula Duncan (en) : Joan Hayden
- Rebekah Elmaloglou (en) : Karen Wolfe
- Isla Fisher : Robyn Devereaux
- Shane Ammann : Andrew
- Gabrielle Fitzpatrick : Brooke Bannister
- Anthony Hayes (en) : William « Grommet » Ritchie
- Raelee Hill : Loretta Taylor
- John Holding : Roy McDermott
- Richard Huggett : Sam Dexter